# Cerf (Isle)
Der Cerf ist ein kleiner Fluss im Südwesten von Frankreich, der im Département Dordogne der Region Nouvelle-Aquitaine knapp südlich der Stadt Périgueux verläuft.

## Geografie

### Verlauf
Der Cerf entspringt im südlichen Gemeindegebiet von Boulazac Isle Manoire, entwässert generell Richtung Westnordwest durch die Landschaft des Périgord und mündet nach rund 15 Kilometern im Gemeindegebiet von Razac-sur-l’Isle als linker Nebenfluss in einen Seitenarm der Isle. In seinem Oberlauf und Mittelteil verläuft der Cerf auf einer Länge von rund neuen Kilometern unterhalb oder neben der Autobahn A89. Meistens bleibt sein Bett trocken. Bei starken Niederschlägen oder kurz danach wird sein Bett jedoch für einige Tage oder Stunden wieder zu einem echten Wasserlauf. Im Mündungsabschnitt quert der Cerf die Bahnstrecke Coutras–Tulle.

### Orte am Fluss
(Reihenfolge in Fließrichtung)
- Raclet, Gemeinde Boulazac Isle Manoire
- Atur, Gemeinde Boulazac Isle Manoire
- La Couture, Gemeinde Sanilhac
- Coulounieix, Gemeinde Coulounieix-Chamiers
- Le Cerf de Mémie, Gemeinde Coursac
- Razac-sur-l’Isle